# Bisdom Inhambane
Het bisdom Inhambane (Latijn: Dioecesis Inhambaniana) is een rooms-katholiek bisdom met als zetel Inhambane, in Mozambique. Het bisdom is suffragaan aan het aartsbisdom Maputo. 

## Geschiedenis
Het bisdom werd opgericht op 3 augustus 1962, uit delen van het aartsbisdom Lourenço Marques. 

## Parochies
Het bisdom had in 2021 een oppervlakte van 68.476 km2 en telde 1.872.300 inwoners waarvan 18,4% rooms-katholiek was.

## Bisschoppen
- Ernesto Gonçalves da Costa (27 oktober 1962 - 23 december 1974; apostolisch administrator: 18 januari 1975 - 8 februari 1976)
- Alberto Setele (20 november 1975 - 7 september 2006)
- Adriano Langa (7 september 2006 - 4 april 2022; coadjutor sinds 1 april 2005)
- Ernesto Maguengue (4 april 2022 - heden)
  - Hilário da Cruz Massinga (hulpbisschop: 11 augustus 2023 - heden)